# Liga ACT 2008
La temporada 2008 de la Liga ACT (conocida como Liga San Miguel por motivos de patrocinio) es la sexta edición de la competición de traineras organizada por la Asociación de Clubes de Traineras. Compitieron 12 equipos encuadrados en un único grupo. La temporada regular comenzó el 29 de junio en Zaragoza y terminó el 31 de agosto en Castro-Urdiales (Cantabria). Posteriormente, se disputaron los play-off para el descenso a la Liga ARC o a la Liga LGT.

## Sistema de competición
La competición consta de tres tipos de regatas:
- Regatas puntuables: computan para la clasificación de la liga y todos los clubes deben participar en ellas.
- Regatas no puntuables: no computan para la clasificación de la liga y los clubes pueden no participar en ellas mediando causa justificada. En la temporada 2008, no hubo regatas de este tipo.
- Regatas de play-off: se disputan 2 regatas en la que participan los últimos clasificados antes de las dos últimas regatas y los dos primeros del play-off previo de ascenso disputado entre dos representantes de la Liga ARC y otros dos de la LGT.

En esta edición se disputaron 19 banderas durante la temporada regular y dos regatas de play-off. Todos los integrantes de la Liga ACT disputan las regatas puntuables excepto las dos últimas ya que éstas coinciden con el desarrollo de los play-off. En estas dos últimas regatas no participan los siguientes clasificados después de la decimoséptima regata: los clasificados en los puestos noveno y décimo; el penúltimo y último clasificados ya que reman en la tanda de los play-off. Por tanto, estas dos últimas banderas solo las disputan los ocho primeros clasificados tras la disputa de las 17 primeras regatas.

## Calendario

### Temporada regular
Las siguientes regatas tuvieron lugar en 2008.
| Orden | Regata                                               | Fecha            | Hora  | Localidad            | Provincia  |
| ----- | ---------------------------------------------------- | ---------------- | ----- | -------------------- | ---------- |
| 1     | Bandera del Agua                                     | 29 de junio      | 13:00 | Zaragoza             | Zaragoza   |
| 2     | Bandera Rianxeira                                    | 5 de julio       | 18:30 | Boiro                | Pontevedra |
| 3     | XVIII Bandera Concejo de Boiro                       | 6 de julio       | 12:00 | Boiro                | La Coruña  |
| 4     | XIV Bandera Cofradía de Pescadores de San Pedro      | 12 de julio      | 18:00 | Pasajes de San Pedro | Guipúzcoa  |
| 5     | X Bandera Telefónica                                 | 13 de julio      | 12:00 | San Sebastián        | Guipúzcoa  |
| 6     | IV Bandera Marina de Cudeyo - Gran Premio Dynasol    | 19 de julio      | 17:45 | Pedreña              | Cantabria  |
| 7     | XX Bandera de Plencia - Gran Premio Naturgas         | 20 de julio      | 12:00 | Plencia              | Vizcaya    |
| 4     | VI Bandera Pereira                                   | 26 de julio      | 18:00 | Moaña                | Pontevedra |
| 9     | IV Bandera Ciudad de Ribeira                         | 8 de julio       | 12:00 | Ribeira              | La Coruña  |
| 10    | XXX Bandera de Guecho                                | 2 de agosto      | 19:00 | Guecho               | Vizcaya    |
| 11    | XXIV Bandera de Zumaya                               | 3 de agosto      | 12:00 | Zumaya               | Guipúzcoa  |
| 12    | XXXI Bandera de Zarauz (jornada 1)                   | 16 de agosto     | 18:00 | Zarauz               | Guipúzcoa  |
| 13    | XXXI Bandera de Zarauz (jornada 2)                   | 17 de agosto     | 12:00 | Zarauz               | Guipúzcoa  |
| 14    | XXI Bandera de Fuenterrabía                          | 23 de agosto     | 18:00 | Fuenterrabía         | Guipúzcoa  |
| 15    | II Bandera de Bilbao                                 | 24 de agosto     | 12:00 | Bilbao               | Vizcaya    |
| 16    | XVIII Bandera de Orio - XI Bandera Inmobiliaria Orio | 30 de agosto     | 16:30 | Orio                 | Guipúzcoa  |
| 17    | X Bandera Flaviobriga                                | 31 de agosto     | 12:00 | Castro-Urdiales      | Cantabria  |
| 18    | XXVI Bandera Villa de Bermeo                         | 20 de septiembre | 17:00 | Bermeo               | Vizcaya    |
| 19    | XXXIV Bandera El Corte Inglés                        | 21 de septiembre | 12:00 | Portugalete          | Vizcaya    |

### Play-off de ascenso a Liga ACT
| Orden | Regata      | Fecha            | Hora  | Provincia |
| ----- | ----------- | ---------------- | ----- | --------- |
| 1     | Bermeo      | 20 de septiembre | 17:00 | Vizcaya   |
| 2     | Portugalete | 21 de septiembre | 12:00 | Vizcaya   |

## Traineras participantes
| Equipo                    | Nombre de la Trainera | Localidad            | Provincia  |
| ------------------------- | --------------------- | -------------------- | ---------- |
| Cabo da Cruz              | Cabo da Cruz          | Boiro                | La Coruña  |
| Tirán-Pereira             | Pereira               | Tirán                | Pontevedra |
| Pedreña                   | Marina de Cudeyo      | Pedreña              | Cantabria  |
| Laredo                    | La Pejinuca           | Laredo               | Cantabria  |
| Castro-Naturhouse         | La Marinera           | Castro-Urdiales      | Cantabria  |
| Arkote                    | Plentzitarra          | Plencia              | Vizcaya    |
| Urdaibai-Umpro Avia       | Bou Bizkaia           | Bermeo               | Vizcaya    |
| Zumaia-Altuna y Uria      | Telmo Deun            | Zumaya               | Guipúzcoa  |
| Zarautz-Inmobiliaria Orio | Enbata                | Zarauz               | Guipúzcoa  |
| Orio-Grupo Éibar          | Txiki                 | Orio                 | Guipúzcoa  |
| San Pedro-Ecolmare        | Libia                 | Pasajes de San Pedro | Guipúzcoa  |
| Hondarribia               | Ama Guadalupekoa      | Fuenterrabía         | Guipúzcoa  |

 Los clubes participantes están ordenados geográficamente, de oeste a este 

### Equipos por provincia
| Provincia  | N. | Equipos                                                                                            |
| ---------- | -- | -------------------------------------------------------------------------------------------------- |
| Guipúzcoa  | 5  | Hondarribia, Orio-Grupo Éibar, San Pedro-Ecolmare, Zarautz-Inmobiliaria Orio, Zumaia-Altuna y Uria |
| Cantabria  | 3  | Castro-Naturhouse, Laredo, Pedreña                                                                 |
| Vizcaya    | 2  | Arkote, Urdaibai-Avia                                                                              |
| Pontevedra | 1  | Tirán-Pereira                                                                                      |
| La Coruña  | 1  | Cabo da Cruz                                                                                       |

### Ascensos y descensos
| Pos. | Ascendido de liga LGT 2007 |
| ---- | -------------------------- |
| 1.º  | Tirán-Pereira              |

| Pos. | Descendido a liga LGT 2008 |
| ---- | -------------------------- |
| 12.º | Mecos-Mondariz             |

     Ascenso después de play-off.

     Descenso después de play-off.

## Clasificación

### Temporada regular
A continuación se recoge la clasificación en cada una de las regatas disputadas.
Los puntos se reparten entre los doce participantes en cada regata.
| Posición | 1.º | 2.º | 3.º | 4.º | 5.º | 6.º | 7.º | 8.º | 9.º | 10.º | 11.º | 12.º |
| Puntos   | 12  | 11  | 10  | 9   | 8   | 7   | 6   | 5   | 4   | 3    | 2    | 1    |

| Pos. | Club                      | Trainera         | 1 AGU | 2 RIA | 3 BOI | 4 COF | 5 TEL | 6 CUD | 7 PLE | 8 PER | 9 RIB | 10 GUE | 11 ZUM | 12 ZA1 | 13 ZA2 | 14 FUE | 15 BIL | 16 ORI | 17 FLA | 18 BER | 19 ING | Puntos |
| ---- | ------------------------- | ---------------- | ----- | ----- | ----- | ----- | ----- | ----- | ----- | ----- | ----- | ------ | ------ | ------ | ------ | ------ | ------ | ------ | ------ | ------ | ------ | ------ |
| 1    | Urdaibai-Umpro Avia       | Bou Bizkaia      | 1     | 1     | 9     | 1     | 2     | 1     | 3     | 2     | 3     | 4      | 2      | 2      | 3      | 1      | 3      | 4      | 1      | 1      | 5      | 198    |
| 2    | Castro-Naturhouse         | La Marinera      | 4     | 4     | 1     | 2     | 10    | 2     | 1     | 4     | 1     | 1      | 5      | 1      | 1      | 2      | 1      | 1      | 7      | 2      | 7      | 190    |
| 3    | Orio-Grupo Éibar          | Txiki            | 5     | 3     | 7     | 3     | 1     | 8     | 7     | 1     | 4     | 2      | 1      | 5      | 5      | 4      | 2      | 2      | 5      | 4      | 1      | 177    |
| 4    | San Pedro-Ecolmare        | Libia            | 2     | 2     | 3     | 4     | 11    | 3     | 2     | 5     | 9     | 3      | 4      | 4      | 7      | 6      | 4      | 3      | 2      | 7      | 3      | 163    |
| 5    | Zarautz-Inmobiliaria Orio | Enbata           | 6     | 8     | 2     | 6     | 6     | 4     | 6     | 6     | 2     | 5      | 3      | 6      | 2      | 8      | 5      | 6      | 6      | 3      | 6      | 151    |
| 6    | Pedreña                   | Marina de Cudeyo | 8     | 6     | 8     | 7     | 4     | 5     | 5     | 3     | 5     | 10     | 8      | 3      | 6      | 3      | 8      | 8      | 3      | 6      | 2      | 139    |
| 7    | Hondarribia               | Ama Guadalupekoa | 3     | 10    | 10    | 9     | 7     | 11    | 4     | 11    | 6     | 7      | 6      | 7      | 4      | 5      | 11     | 5      | 4      | 5      | 4      | 118    |
| 8    | Zumaia-Altuna y Uria      | Telmo Deun       | 11    | 5     | 6     | 5     | 3     | 6     | 8     | 9     | 7     | 9      | 7      | 9      | 8      | 7      | 9      | 7      | 9      | 8      | 8      | 106    |
| 9    | Cabo da Cruz              | Cabo da Cruz     | 7     | 7     | 4     | 8     | 9     | 7     | 9     | 7     | 11    | 6      | 9      | 10     | 9      | 10     | 7      | 11     | 11     | DNP    | DNP    | 79     |
| 10   | Tirán-Pereira             | Pereira          | 9     | 9     | 5     | 10    | 8     | 10    | 10    | 8     | 8     | 8      | 10     | 8      | 10     | 9      | 10     | 10     | 8      | DNP    | DNP    | 71     |
| 11   | Arkote                    | Plentzitarra     | 10    | 11    | 11    | 11    | 5     | 9     | 11    | 10    | 10    | 11     | 11     | 11     | 11     | 11     | 6      | 9      | 10     | DNP    | DNP    | 53     |
| 12   | Laredo                    | La Pejinuca      | 12    | 12    | 12    | 12    | 12    | 12    | 12    | 12    | 12    | 12     | 12     | 12     | 12     | 12     | 12     | 12     | 12     | DNP    | DNP    | 17     |

| Color     | Resultado                        |
| --------- | -------------------------------- |
| Oro       | Ganador                          |
| Plata     | Segundo                          |
| Bronce    | Tercero                          |
| Verde     | Puntuó                           |
| Sin color | DNP - Inscrito pero no participó |

### Play-off de ascenso a Liga ACT
Los puntos se reparten entre los cuatro participantes en cada regata.
| Posición | 1.º | 2.º | 3.º | 4.º |
| Puntos   | 4   | 3   | 2   | 1   |

| Pos. | Club         | Trainera     | 1 BER | 2 POR | Puntos |
| ---- | ------------ | ------------ | ----- | ----- | ------ |
| 1    | Kaiku        | Bizkaitarra  | 1     | 1     | 8      |
| 2    | Samertolameu | Meira Mar    | 2     | 2     | 6      |
| 3    | Arkote       | Plentzitarra | 3     | 3     | 4      |
| 4    | Laredo       | La Pejinuca  | 4     | 4     | 2      |

Debido a la renuncia de Cabo de Cruz, el equipo de Arkote mantuvo la categoría.